# Henri Dieupart
Pour les articles homonymes, voir Dieupart (homonymie).
Henri Germain Étienne Dieupart, né à Paris le 29 juillet 1888 où il est mort le 23 janvier 1980, est un sculpteur français.

## Biographie
Élève de Jean-Antoine Injalbert et de Paul Auban, sociétaire du Salon des artistes français, Henri Dieupart y obtient en 1920 une mention honorable avec le plâtre Jeune fille à la vigne puis une médaille de bronze en 1924.
On lui doit aussi des vases art-déco en verre pressé moulé et des monuments aux morts.
On lui doit aussi la statue du square de la rue Sorbier à Paris (1936).

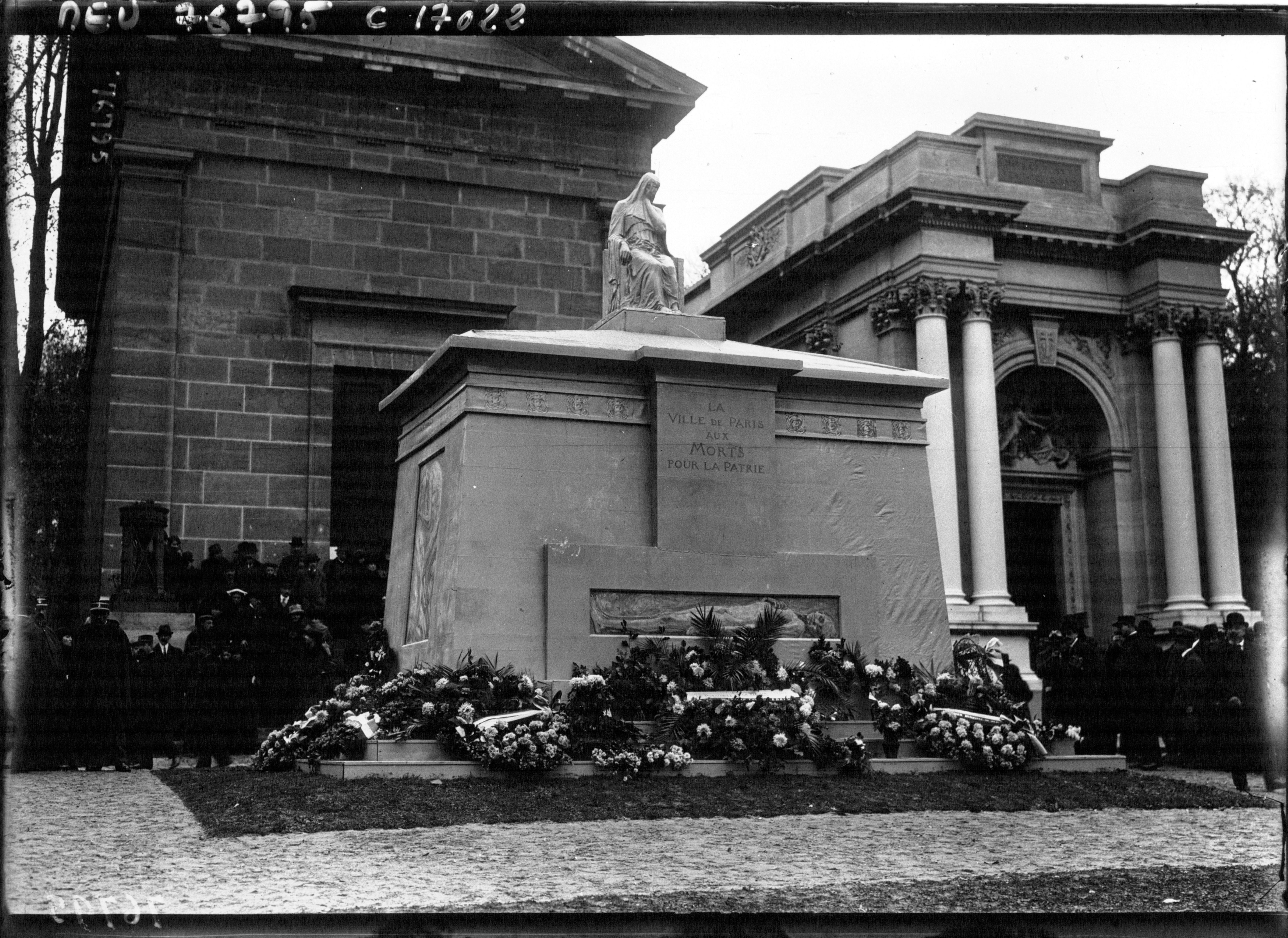
Cénotaphe de la ville de Paris à la mémoire des soldats morts pour la France par Henri Dieupart, Pierre-Gustave Paltz et Lucien Martial.
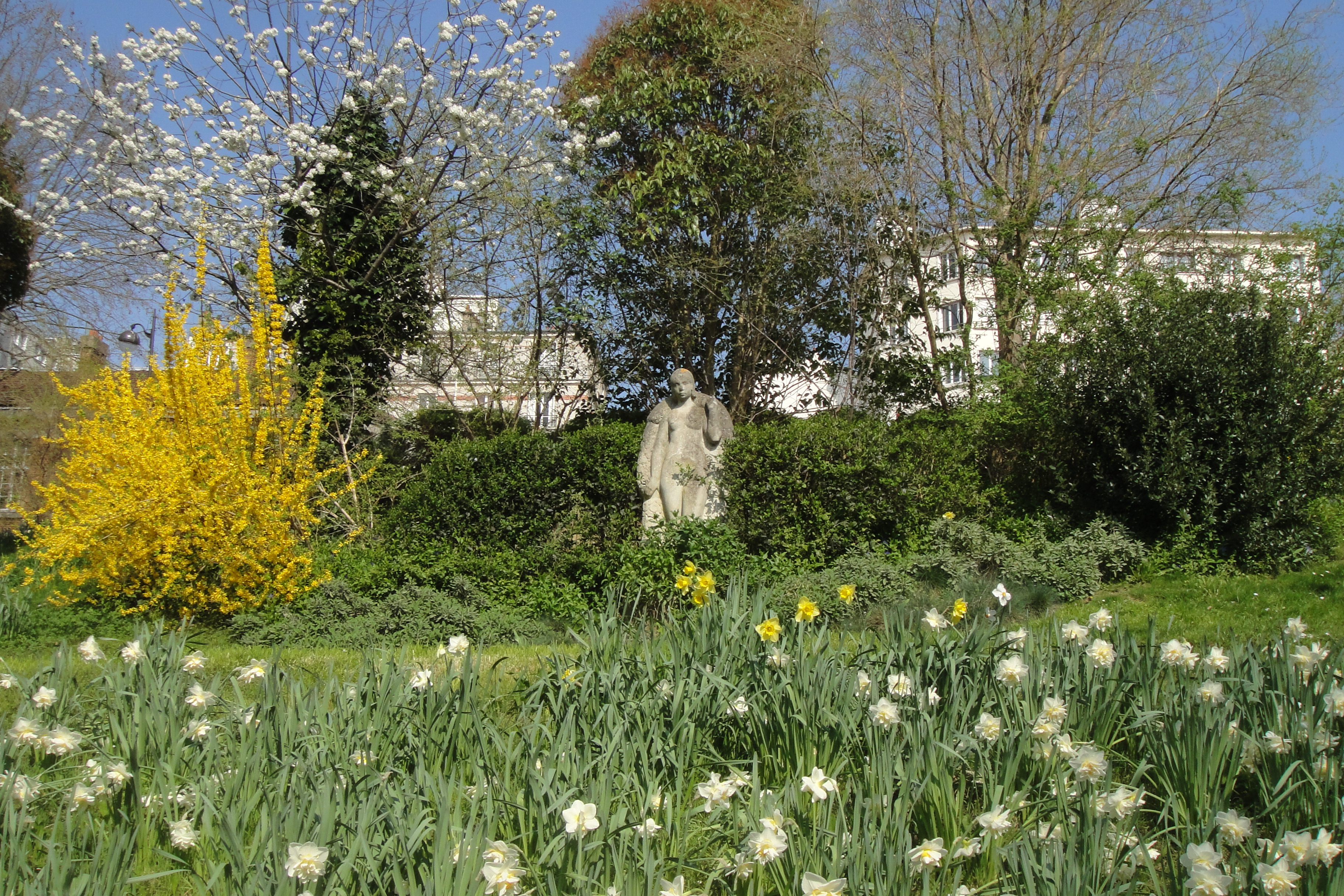
Le talus du jardin du Square du Docteur-Grancher avec la statue Le Printemps d'Henri Dieupart.